# پاپ ژان پل دوم (مینی‌سریال)
پاپ ژان پل دوم (انگلیسی: Pope John Paul II) یک مینی‌سریال لهستانی-آمریکایی به کارگردانی جان کنت هریسون است که در سال ۲۰۰۵ منتشر شد. این فیلم دربارهٔ پاپ ژان پل دوم از دوران بلوغ تا زمان مرگش در ۸۴ سالگی است.

## گزیدهٔ بازیگران
- جان ویت در نقش پاپ ژان پل دوم
- کری الویس در نقش پاپ ژان پل دوم در سنین جوانی
- جولیو بازه در نقش پاپ پل ششم
- یاتسک لنارتوویچ در نقش لخ والسا
- ماسیمیلیانو اوبالدی در نقش محمدعلی آغجا
- آندژی بلومنفلد در نقش ادوارد گیئرک
- میکله گامینو در نقش لئونید برژنف
- بن گازارا
- کریستوفر لی
- ویتوریو بلودره
- جیمز کرامول
- دانیله پچی
- والریا کاوالی
- روبرت گونرا
- کشیشتف پیه‌چینسکی
- جولیانو جما
- یان نیکلاس
- نیکولا پیستویا
- اتوره باسی
- ادوارد ژنتارا
- آندژی نیمیرسکی